# Ой не п'ються пива-меди…
«Ой не п'ються пива-меди…» — вірш Тараса Шевченка, написаний ним 1848 року на Косаралі.

## Написання та публікація
Зберігся чистовий автограф вірша у «Малій книжці». Автограф не датовано. Вірш датується за місцем автографа у «Малій книжці» серед творів 1848 року та часом зимівлі Аральської описової експедиції в 1848 — 1849 роках на Косаралі, орієнтовно: кінець вересня — грудень 1848 року, Косарал.
Автограф, з якого вірш переписано до «Малої книжки», не відомий. До «Малої книжки» Шевченко заніс твір під № 36 у сьомому зшитку за 1848 рік орієнтовно наприкінці 1849-го — на початку 1850 років (до арешту 23 квітня). При цьому він зробив виправлення в рядку 15, виправив описку у рядку 9. Пізніше, очевидно в Новопетровському укріпленні, повернувшись до тексту вірша, Шевченко олівцем замінив слово в рядку 21. До «Більшої книжки» твір не перенесено.
Вперше вірш надруковано за «Малою книжкою» у виданні: «Кобзарь Тараса Шевченка / Коштом Д. Е. Кожанчикова» 1867 року (СПб., стор. 535 — 536) і за цим виданням у книжці: Поезії Тараса Шевченка» того ж року (Львів, том 2, стор. 245 — 246).

## Сюжет
В основі поезії — характерний для багатьох народних чумацьких пісень мотив хвороби і смерті молодого чумака в дорозі. Вірш витриманий у дусі народнопісенної стилістики. Шевченко вніс у твір окремі реалії з сучасного йому життя (у згадці «Із Одеси преславної // Завезли чуму» трансформувалися відомості про холеру, що лютувала 1847—1848 років на півдні Росії). Шевченко надав традиційним засобам народної поетики більшої експресивності, емоційності, підніс сюжет народної пісні до високої поезії, загострив його трагедійне звучання. Як одну з паралелей до Шевченкової поезії Ф. М. Колесса назвав народну пісню «Ой сидить пугач та на могилоньці», що її згадано в поемі «Катерина» («Ідуть шляхом чумаченьки, // Пугача співають»). 

## Музика
Музику до твору написали Г. М. Хоткевич і Г. Г. Верьовка.

## Виконання
- Ой не п'ються пива-меди… / Виконує: Кость Черемський, супровід: народна (традиційна) бандура. Кобзарський Цех. Харків, 2022. / ілюстровано світлиною “Чумацький хрест”, посеред поля над річкою Оріль, біля села Берестове (Сахновщинський район, Харківська область)